# Liste der Naturschutzgebiete im Landkreis Bautzen
Im Sächsischen Landkreis Bautzen gibt es 20 Naturschutzgebiete.
| Name des Gebietes                        | Bild           | Kennung | WDPA      | Landkreis / Stadt                    | Beschreibung / Bemerkungen | Standort | Fläche in Hektar | Datum der Verordnung |
| ---------------------------------------- | -------------- | ------- | --------- | ------------------------------------ | -------------------------- | -------- | ---------------- | -------------------- |
| Auenwald Laske                           | weitere Bilder | D 07    | 162267    | Landkreis Bautzen                    |                            | Position | 29,11            | 1967                 |
| Auwald und Eisenberg Guttau (Anteil)     |                | D 10    | 162307    | Landkreis Bautzen                    |                            | Position | 4,08             | 1990                 |
| Caßlauer Wiesenteiche                    | weitere Bilder | D 09    | 162673    | Landkreis Bautzen                    |                            | Position | 40,16            | 1989                 |
| Dubrauker Horken                         |                | D 60    | 162809    | Landkreis Bautzen                    |                            | Position | 3,7              | 1988                 |
| Dubringer Moor                           | weitere Bilder | D 78    | 14426     | Landkreis Bautzen                    |                            | Position | 1700             | 1995                 |
| Erlenbruch-Oberbusch Grüngräbchen        | weitere Bilder | D 06    | 318363    | Landkreis Bautzen                    |                            | Position | 146,55           | 1999                 |
| Geierswalder Heide                       |                | D 110   | 555588707 | Landkreis Bautzen                    |                            | Position | 128,94           | 2014                 |
| Gröditzer Skala                          | weitere Bilder | D 11    | 163326    | Landkreis Bautzen                    |                            | Position | 43,29            | 1986                 |
| Königsbrücker Heide                      | weitere Bilder | D 89    | 164201    | Landkreis Bautzen, Landkreis Meißen  |                            | Position | 7000             | 1988                 |
| Lausker Skala                            | weitere Bilder | D 12    | 164404    | Landkreis Bautzen                    |                            | Position | 32,31            | 1991                 |
| Litzenteich                              |                | D 70    | 164494    | Landkreis Bautzen                    |                            | Position | 29,28            | 1993                 |
| Lugteich bei Grüngräbchen                | weitere Bilder | D 05    | 164523    | Landkreis Bautzen                    |                            | Position | 53               | 1995                 |
| Moorwald am Pechfluss bei Medingen       | weitere Bilder | D 97    | 318804    | Landkreis Bautzen, Landkreis Meißen  |                            | Position | 84               | 1999                 |
| Oberlausitzer Heide- und Teichlandschaft | weitere Bilder | D 93    | 318902    | Landkreis Bautzen, Landkreis Görlitz |                            | Position | 13000            | 1998                 |
| Seifersdorfer Tal                        | weitere Bilder | D 33    | 165549    | Landkreis Bautzen, Dresden           |                            | Position | 58,55            | 1982                 |
| Spannteich Knappenrode                   | weitere Bilder | D 77    | 14423     | Landkreis Bautzen                    |                            | Position | 138,3            | 1981                 |
| Teichgebiet Biehla-Weißig                | weitere Bilder | D 94    | 319202    | Landkreis Bautzen                    |                            | Position | 824,6            | 2003                 |
| Tiefental bei Königsbrück                | weitere Bilder | D 08    | 165889    | Landkreis Bautzen                    |                            | Position | 85,99            | 1990                 |
| Waldmoore bei Großdittmannsdorf          | weitere Bilder | D 99    | 319279    | Landkreis Bautzen, Landkreis Meißen  |                            | Position | 93,5             | 2000                 |
| Wollschank und Zschark                   | weitere Bilder | D 75    | 163177    | Landkreis Bautzen                    |                            | Position | 94,82            | 1989                 |